# Noè Ponti
Noè Ponti (Locarno, 1 de junho de 2001) é um nadador suíço, medalhista olímpico.

## Carreira
Ponti conquistou a medalha de bronze nos Jogos Olímpicos de Verão de 2020 em Tóquio na prova de 100 m borboleta masculino com a marca de 50.74.